# Rubén Aguirre
Rubén Aguirre Fuentes (Saltillo, 15 de junio de 1934-Puerto Vallarta, 17 de junio de 2016) fue un actor y comediante mexicano. Es conocido principalmente por haber interpretado al personaje de el profesor Jirafales, en la serie El Chavo del 8.

## Biografía y carrera

### 1934-1959: primeros años
Rubén Aguirre Fuentes nació el 15 de junio de 1934 en el barrio de Santa Anita ubicado en Saltillo, Coahuila, México. Empezó haciendo televisión en Monterrey, de donde emigró tempranamente a la Ciudad de México, traído por el productor cubano Sergio Peña y su esposa Kippy Casado. Obtuvo el título de ingeniero agrónomo en la Escuela Superior de Agricultura Hermanos Escobar, localizada en Ciudad Juárez, Chihuahua.

### 1959-1969: inicios artísticos
Se casó en 1959 y tuvo siete hijos. Rubén Aguirre era ejecutivo de Televisión Independiente de México, donde realizó demos o aperturas para ver quien se quedaba con el programa luego de la salida de Jorge Gutiérrez Zamora de la locución; así es como conoció a Roberto Gómez Bolaños, con quien entablaba amistad realizando programas como Los supergenios de la Mesa Cuadrada y Chespirotadas (ambos desde 1968-1969), ambos sketches del programa Sábados de la fortuna, en donde encarnó al personaje del Profesor Jirafales, entre otras.

### 1970-1998: consagración con Roberto Gómez Bolaños
Al finalizar Sábados de la fortuna, Chespirito estreno la serie individual de Los supergenios de la Mesa Cuadrada (1970-1971), donde se emitió varios sketches, como Chespirotadas (renombrado como Chespirito). Más tarde, la serie de Los supergenios finalizaría y empezaría la serie Chespirito (1972-1973).
Actuó también en la serie El Chapulín Colorado (1970-1992), donde dio vida al personaje del fiero gánster Rufino Rufián o El Shory. También interpretó muchos otros personajes creados por Roberto Gómez Bolaños entre los que destacan Lucas Tañeda, el fiel compañero lunático de Chaparrón Bonaparte en Los Chifladitos (1971-1972 y 1980-1995) y del Sargento Refugio Pazguato en Los caquitos (1980-1995), así como el regreso de su papel como el Profesor Jirafales en El Chavo del 8 (1971-1992). 
Sus colaboraciones con Bolaños finalizaron en 1995 con algunos sketches para Chespirito, antes de decidir tomar un descanso sabático de tres años. 

### 1998-2013: trabajos posteriores y retiro
Aguirre volvió a la actuación en 1998, interviniendo en la telenovela Soñadoras hasta 1999.  
En 2000 fue narrador del programa Atínale al Precio, emisión de concursos presentada por Marco Antonio Regil, fue sustituido meses después por Héctor Sandarti hasta finales de diciembre de 2000.
Así también, se presentaba en diversos circos sonorenses que aparecían como «El circo del Profesor Jirafales» siendo el último en el que apareció el circo Anderson —de Navojoa— en el año 2008 en la ciudad de Hermosillo, de donde se retiró por el fuerte dolor que padecía a causa de un accidente en la Ciudad de México poco tiempo atrás.
En sus últimos años en activo trabajó como productor, y dirigió su propio circo, con el cual realizó giras a varios países de Latinoamérica. Tras 46 años de carrera artística, anunció su retiro en 2013.

## Vida personal y muerte
En agosto de 2014, Aguirre fue hospitalizado de emergencia en el Instituto Mexicano del Seguro Social de Ciudad de México, pero al cabo de unos días le dieron el alta médica.
El 17 de junio de 2016, dos días después de haber celebrado su cumpleaños, falleció en su casa en la ciudad de Puerto Vallarta a los 82 años de edad, a causa de complicaciones por neumonía. Su cuerpo fue cremado y sus cenizas fueron llevadas a descansar a un nicho dentro de la iglesia Parroquia de La Divina Providencia, ubicada en la colonia La Aurora de la misma ciudad.

## Filmografía

### Cine
| Año  | Título                                           | Papel                              |
| ---- | ------------------------------------------------ | ---------------------------------- |
| 1974 | Santo y Blue Demon contra el Doctor Frankenstein | Dr. Genaro Molina                  |
| 1977 | El Moro de Cumpas                                | Sacerdote                          |
| 1977 | Lo Veo y No Lo Creo                              |                                    |
| 1977 | Capulina Chisme Caliente                         |                                    |
| 1978 | La Hora del Jaguar                               |                                    |
| 1979 | El Chanfle                                       | Sr. Matute                         |
| 1979 | Mi Caballo el Cantador                           |                                    |
| 1980 | Sabor a Sangre                                   | Sacerdote                          |
| 1982 | El Chanfle 2                                     | Sr. Matute                         |
| 1983 | Viva el Chubasco                                 | Cura                               |
| 1983 | Don Ratón y don Ratero                           | Rufino Rufián                      |
| 1984 | Charrito                                         | Director Buñuelo                   |
| 1984 | Escuadrón Sida                                   |                                    |
| 1988 | Música de Viento                                 | Productor ejecutivo                |
| 1991 | Este Vampiro es un Tiro                          |                                    |
| 1992 | El Chivo                                         | Padre Correa                       |
| 1994 | Fray Valentino II                                |                                    |
| 1994 | Las Aventuras de Fray Valentino                  |                                    |
| 2004 | El Show del Vampiro                              | El Productor (versión en español). |

### Televisión
| Año       | Título                              | Papel                                       |
| --------- | ----------------------------------- | ------------------------------------------- |
| 1970-1971 | Los supergenios de la Mesa Cuadrada | El Profesor Jirafales, otros                |
| 1970-1971 | El Ciudadano Gómez                  | Varios personajes                           |
| 1971      | Chespirito y la mesa cuadrada       | El Profesor Jirafales, varios               |
| 1970-1971 | Chespirito                          | El Profesor Jirafales, Lucas Tañeda, varios |
| 1973-1992 | El Chavo del Ocho                   | El Profesor Jirafales                       |
| 1973-1979 | El Chapulín Colorado                | Varios personajes                           |
| 1975      | El Gran Circo de Capulina           |                                             |
| 1979      | La Chicharra                        | Don Lino Tapia                              |
| 1980-1995 | Chespirito                          | Varios personajes                           |
| 2000-2005 | Mujer, casos de la vida real        | Varios episodios                            |
| 2000      | Atínale al Precio                   | Voz                                         |
| 2005      | Solteros sin compromiso             | Él mismo (aparición especial)               |
| 2012      | América celebra a Chespirito        | Él mismo                                    |